# 亨利·雷蒙恩

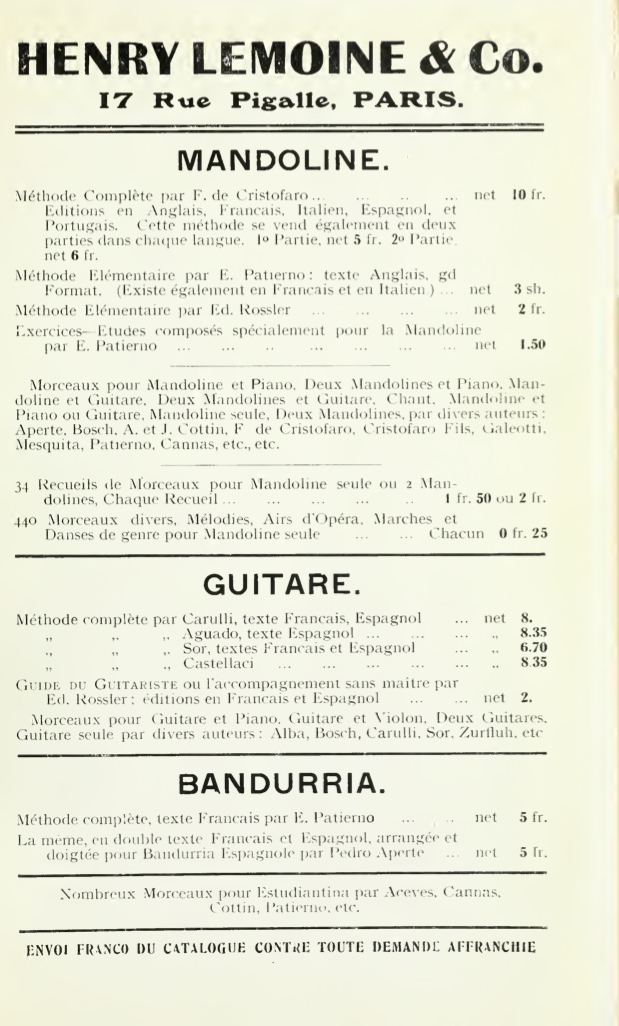
所創設出版社的廣告，1914年

亨利·雷蒙恩（法語：Henry Lemoine；1786年10月21日—1854年5月18日），法国音乐出版人，作曲家，钢琴教师。

## 生平
亨利·雷蒙恩生于巴黎，曾是安东·雷哈的学生。

## 外部連結
- 亨利·雷蒙恩的免费乐谱，由国际乐谱典藏计划提供